# Ибрагимов, Ибрагим Шарапуттинович
Ибрагим Шарапуттинович Ибрагимов (4 марта 2001, Махачкала, Дагестан, Россия) — российский борец вольного стиля. Чемпион Европы 2025 года. Чемпион России. Победитель первенств мира U-23 2023, 2024 годов. Мастер спорта России международного класса.

## Спортивная карьера
Является воспитанником каспийской школы имени Владимира Юмина. В декабре 2017 года в Хасавюрте занял 3 место на Первенстве Дагестана среди юношей. В феврале 2019 года стал бронзовым призёром Первенства СКФО среди юниоров в Нальчике. В январе 2021 года в Каспийске одержал победу на Первенстве Дагестана среди юниоров. В начале октября 2021 года в Наро-Фоминске, в схватке за 3 место одолел Джамбулат Кизинова и стал бронзовым призёром первенства России U23. В конце января 2022 года в Красноярске, одолев в схватке за 3 место Джозефа МакКену из США, стал бронзовым призёром международного турнира Иван Ярыгин. 27 марта 2022 года в Каспийске принимал участие в товарищеской матчевой встрече борцов-вольников Дагестана и Алании возрастной категории U-23, в которой победил Джамбулата Кизинова 5:2. В мае 2022 на Мемориале Ивана Поддубного в Москве в схватке за 3 место уступил Ибрагиму Абдурахманову. 25 июня 2022 года в Кызыле, одолев в полуфинале Арипа Абдулаева со счётом 3:0, вышел в финал чемпионата России. В финале победил Гаджимурада Омарова со счётом 5:1 и стал чемпионом России. 21 июня 2023 года в финале чемпионата России в Каспийске уступил Шамилю Мамедову. В октябре 2023 года стал победителем первенства мира до 23 лет в Албании. 26 апреля 2024 года ему было присвоено звание мастер спорта России международного класса. 8 апреля 2025 года на чемпионате Европы в Братиславе в весовой категории до 65 кг завоевал золотую медаль. В финальной схватке одолел соперника из Франции Хамзата Арсамерзуева.

## Спортивные результаты
- Чемпионат России по вольной борьбе 2022 — ;
- Чемпионат России по вольной борьбе 2023 — ;
- Игры стран СНГ 2023 — ;
- Чемпионат мира по борьбе среди спортсменов до 23 лет 2023 — ;
- Чемпионат России по вольной борьбе 2024 — ;
- Чемпионат Европы по борьбе среди спортсменов до 23 лет (Баку, 2024) — ;
- Чемпионат мира по борьбе среди спортсменов до 23 лет 2024 — ;
- Кубок памяти Ивана Ярыгина 2025 — ;
- Чемпионат Европы по борьбе 2025 — ;

## Личная жизнь
Является троюродным братом Олимпийского чемпиона по вольной борьбе Ширвани Мурадова.